# カワサキ・350A7アベンジャー
350A7アベンジャー（さんびゃくごじゅうエーななアベンジャー）とは、当時の川崎航空機工業が1967年から1971年まで販売していた、350cc2ストロークエンジンを搭載した普通自動二輪車（小型二輪）である。日本国内での名称は350A7、アベンジャーはアメリカでのペットネーム。
なお、川崎重工業統合以前の製品ではあるが、便宜上、本記事では川崎重工業、あるいは現行制度下での川崎重工業モーターサイクル&エンジンカンパニーの製品と解釈する。

## 概要
250A1で250ccスポーツモデルの分野を開拓したカワサキが350ccクラスで発表したロードスポーツモデル。基本設計はA1と共通であるものの、A1をベースにしたレース車両であるA1Rで得た技術を投入することにより、さらなる高性能車種として販売が行われた。

## 車両解説
250A1のエンジンを53.0mmから62.0mmまでボアアップしたエンジンには、A1Rに搭載されていたクランクシャフト強制潤滑方式、インジェクトルーブが搭載され、クランクシャフトまでのオイルラインが増設された別設計のクランクケースが用いられていた。ショートストローク化されたことにより圧縮比7.0:1で最高出力40.5ps/7,500rpm、最大トルク4.0kgf・m/7,000rpm、ゼロヨン加速は650W1と同じ13.6秒を達成し、650を超えた350ccという好評を得た。
250A1と同じフレームを採用していたが、350ccであるからには250ccにない豪華さも必要という判断からタンクにはクロームメッキが施され、シートは当時のアメリカで流行していたタックロールステッチ加工されたシートが装備されていた。エキゾーストシステムにはチャンバー容量を増やし、二重サイレンサー構造にしたものが採用され、W1と同じ油圧式ステアリングダンパーやキャンディブルーカラーが用意されるなど、上位車種を連想させる演出が行われた。それでも基本的に共通の車体設計であるため、重量増はわずか4kgにとどまり、パワーウェイトレシオで比較すると250A1の4.6kgに対して350A7は3.67kgと性能は大きく向上していた。

## 遍歴
- 1965年 - KACスペシャルがロードレースへの参戦を開始する。
- 1966年7月 - 日本国内で250A1が発表される。
- 1966年8月 - 日本国内で250A1が販売開始。
- 1966年10月16日 - 全日本ロードレース選手権にて金谷秀夫の搭乗するA1Rが2位獲得。
- 1967年4月 - 350A7アベンジャーが発売される。
- 1967年6月12日、1967年のロードレース世界選手権マン島グランプリにてA1Rで出場したデイブ・シモンズが4位、ビル・スミスが5位を獲得。
- 1967年10月 - 18日からアールズコートで開催されたイギリスモーターショーに350A7が出品される。
- 1967年10月 - アップタイプマフラーを装着したストリートスクランブラー、A1SSが発売される。
- 1969年 - 分離メーター、独立ヘッドライト、前後ステンレスフェンダーを装着したA1Sが発売される。
- 1969年10月 - モデルチェンジが行われ、A1S（型式名称A1A）、A7S（型式名称A7A）、A1SS（型式名称A1SSA）がモーターショーに出品される。
- 1971年2月 - カラーリング変更が行われ、タンクのデカールをマッハIIIと同様のパターンに変更したA1S（型式名称A1B）が国内販売開始。同様の変更が行われた型式名称それぞれA7B、A1SSB、A7SSBの輸出開始。[注釈 1]

## モデル一覧

### A7S
A7の特別仕様車として分離式メーターや独立ヘッドライト、ステンレス製フェンダー、大型化されたウィンカーを搭載したモデル。装備の変更だけでなく、エンジン出力も最高出力42馬力へと向上した。1971年2月にマイナーチェンジが行われた後には正式名称A7Bとなり、タンクのデカールがマッハと同じパターンに変更された。

### A7SS
未舗装路走行を考慮したアップタイプマフラーを搭載したスクランブラーモデル。1971年2月にマイナーチェンジが行われた後には正式名称A7SSBとなり、黒に塗装されたアップタイプマフラーを装着した車両がラインナップに加わった。

### A7R
350A7をベースにボアを1mm拡大、62.0mmから63.0mmへと変更することによって排気量をレギュレーションめいっぱいの349ccとし、圧縮比を7.7：1まで上げることによって出力を53ps/9,500rpmまで高めたモデル。最高速度は時速220kmに達した。

## 参考画像

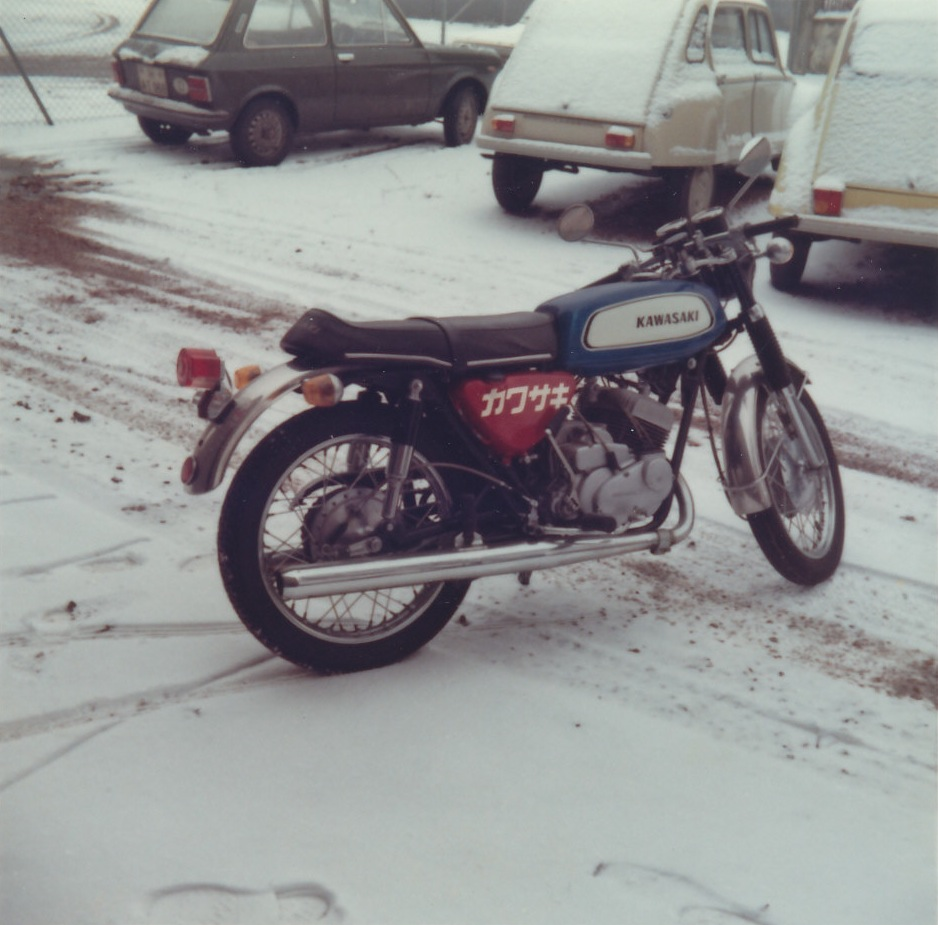
250A1S
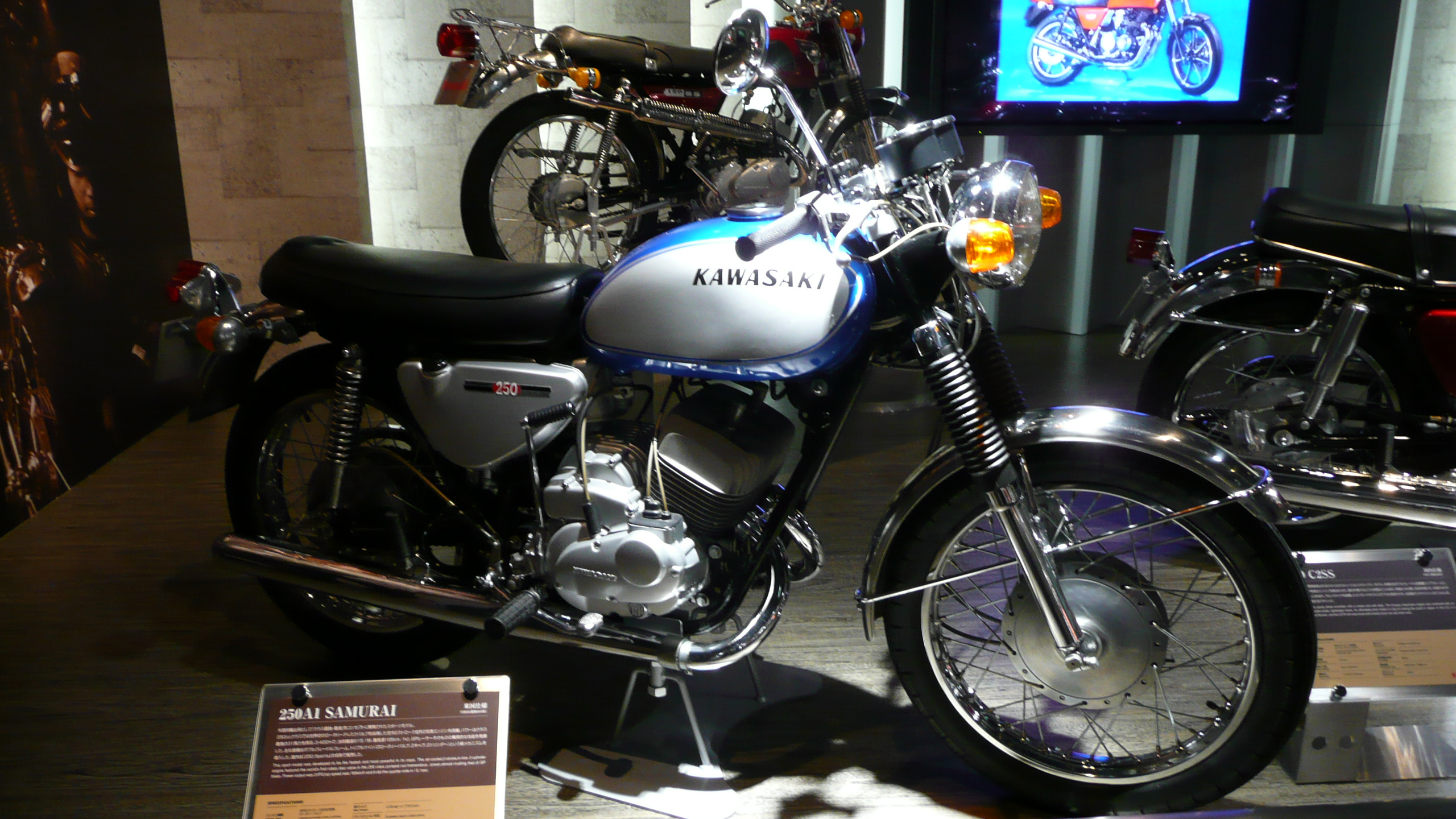
カワサキワールド所蔵250A1